# 赫治臣
赫治臣，MBE（英語：Robert Oliphant Hutchison，1880年11月1日—1920年9月12日），英國殖民地官員，1911年至1920年擔任出入口管理處監督。
赫治臣於1904年加入香港政府，早年曾於總登記署、潔淨局、理民府工作。擔任出入口管理處監督的十年間，他曾被暫調為助理海港監督、港督副官、首席警察裁判官兼監獄長、庫務司等職務。1920年，赫治臣出外狩獵時遇上意外身亡，終年僅39歲。

## 早年生涯
赫治臣於1880年11月1日出生於蘇格蘭柯科迪，是當地商人亨利·威廉·赫捷臣（Henry William Hutchison）的長子，其胞弟則為著名畫家威廉·奧拉芬·赫捷臣爵士，擅長人像繪畫。
赫治臣早年受教於拉格比公學，1899年畢業後憑獎學金負笈牛津大學赫特福德學院，1904年以文學士資格畢業。

## 殖民地生涯
大學畢業後，赫治臣在1904年獲香港政府聘任為官學生（政務官前身），與他同期入職的還有後來官至首席助理輔政司的卓文。 投身港府初年，赫治臣曾於1907年署任副助理總登記官暨助理婚姻登記官。他在同年1月通過廣東話考試後，獲調至潔淨局任潔淨局總監一職。1909年，赫治臣再度署任助理婚姻登記官，但不足一個月後便被委任為皇仁書院考試委員會委員，在任3個月後被調任為首席助理總登記官，首席助理總登記官任內，他曾兼任康樂用地委員會成員，更一度署任潔淨局總監，暫代休假的胡樂甫，以及助理南約理民官，至1911年被委任為出入口管理處監督始止。

## 出入口監督
赫治臣在1911年接替卓文出任出入口管理處監督，任期長達10年。任內他再度兼任潔淨局總監，並於1914年兼任牌照局成員、助理海港監督，以及以香港義勇軍榮譽上尉的身份，成為港督梅含理爵士的副官。他其後於1916年再度兼任牌照局成員、1919年兼任首席警察裁判司暨驗屍官、以及於1919年12月至1920年3月署任庫務司一職，期間於1920年1月至3月暫任定例局當然官守議員。此後，他旋即於1920年3月暫調為孤兒寡婦撫恤金董事，同時第二度署任首席警察裁判司暨驗屍官。

### 落實鴉片專賣
1909年2月，由美國主辦的萬國禁煙會於上海舉行並達成9項協議。香港亦跟從英國履行該會的協議。1913年，鴉片商牌照到期，政府遂設定一年寬限期，以便過渡至鴉片專賣。1914年，鴉片專賣正式實施。政府從沙宣洋行取得生鴉片，再於灣仔摩理臣山鴉片廠加工成熟鴉片。赫治臣表示，政府對鴉片業務的收購完全不在於要增加收入，而是在於加強監管。他又認為華人對鴉片來源十分著緊，更顯受政府監管的必要。兩年後，赫治臣對鴉片買賣有進一步的行動，進一步降低鴉片商人認購經認證的鴉片的數量至1200箱。

### 出入口管制
1914年，英國向德國宣戰，正式參與第一次世界大戰。為禁止與敵對國的貿易以及讓政府更能夠有效監管出入口情況，赫治臣遂制定軍事物資出口條例，規定任何貨品必須有許可證才能出口。同時，每艘船必須向出入口管理處繳交運貨清單。翌年，赫治臣更制定「白黑名單制度」。規定出口至中國和泰國的貨品必須透過行政局指定的代理商，否則即屬違法。

### 煙草管制
1916年，政府制定煙草管制條例。赫治臣表示，煙草稅和早前實施的酒精稅相似；若煙草超過一定重量則要繳交煙草稅。

### 搶米風潮
1918年，日本食米失收，當地政府到東南亞一帶授購食米：同時間，第一次世界大戰後歐洲列強禁止其亞洲殖民地出口食米，令食米短缺，再加上有部份米商囤積居奇，結果出現食米價格大幅上升的情況:124。港府以赫治臣身為出入口管理處監督，任命他為穀米專員。赫治臣著手調查香港存米狀況，並提出食米應有專賣制度，令商人無法操控價格。他又認為政府應該買入私人擁有的食米，再以平價出售:216。但政府對赫治臣的建議懸而不決，未能有效解決問題，反而導致當庠7月26日在香港市面爆發搶米風潮，引起市民恐慌。赫治臣遂於7月27日與軍官、華人紳商召開會議，決定將政府所購來的食米出售予香港市民:218。 經過民間慈善機構如保良局和東華醫院在各區向貧民施粥:219，華商與洋商售賣食米予低下階層並共同承擔虧損:255，以及中國政府撥出部分糧米運到香港，事情才告解決。此事後，港府意識到糧食供應對社會穩定的重要性，故推行政策以規管米業:183。
英廷以赫治臣在任出入口管理處監督多年來，有效管制香港的貨物進出，特別是在一戰爆發後配合港府的落實多項管制政策，因此在1918年3月公佈向他頒授MBE勳銜，成為英帝國勳章在1917年創立後，首七名獲頒授該勳章的六名香港居民之一。

## 意外身亡
1920年9月11日晚上，赫治臣偕同卓文出發到西貢打獵。9月12日凌晨4時左右，當船駛至龍鼓灘附近的爛角咀時，赫治臣被雨聲吵醒，欲伸手探雨時，不慎從甲板跌入水中溺斃，終年僅39歲。遺體迄今仍未尋獲。9月24日，赫治臣的追思會於聖約翰座堂舉行，其遺孀、港督伉儷，以及一眾官員、社會賢達皆有出席。

## 個人生活

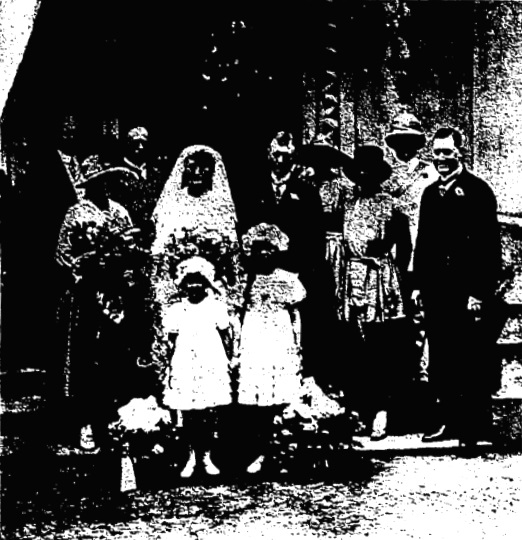
赫治臣與露絲在結婚當日跟親友合照

赫治臣於1919年9月25日於聖約翰座堂迎娶露絲·白蘭軒·祖普（Rose Blenheim Jupp）為妻。
赫治臣熱愛板球運動，曾為公務員板球隊隊長，又曾代表香港出戰埠際賽。

## 榮譽
- 大英帝國員佐勳章（1918年[37]）

## 注腳
1. 1 2  . South China Morning Post. 1919-09-30.
2. 1 2  . www.nationalgalleries.org.   [2020-02-20]. （原始内容存档于2021-03-03） （英语）.
3. 1 2  Michell, Arthur Thompson. . 1901-1904: 210.
4. ↑  Hongkong Government.  (PDF). Hongkong Government Gazette. 1905-01-04.
5. ↑  Hongkong Government.  (PDF). Hongkong Government Gazette. 1907-01-22.
6. ↑  Hongkong Government.  (PDF). Hongkong Government Gazette. 1907-01-29.
7. ↑  Hongkong Government.  (PDF). Hongkong Government Gazette. 1908-11-24.
8. ↑  Hongkong Government.  (PDF). Hongkong Government Gazette. 1909-07-03.
9. ↑  Hongkong Government Gazette.  (PDF). Hongkong Government Gazette. 1909-07-22.
10. ↑  Hongkong Government.  (PDF). Hongkong Government Gazette. 1909-10-29.
11. ↑  Hongkong Government.  (PDF). Hongkong Government Gazette. 1910-01-05.
12. ↑  Hongkong Government.  (PDF). Hongkong Government Gazette. 1910-04-01.
13. ↑  Hongkong Government.  (PDF). Hongkong Government Gazette. 1911-07-04.
14. ↑  Hongkong Government.  (PDF). Hongkong Government Gazette. 1912-09-27.
15. ↑  Hongkong Government.  (PDF). Hongkong Government Gazette. 1914-04-14.
16. ↑  Hongkong Government.  (PDF). Hongkong Government Gazette. 1914-07-09.
17. ↑  Hongkong Government.  (PDF). Hongkong Government Gazette. 1914-12-04.
18. ↑  Hongkong Government.  (PDF). Hongkong Government Gazette. 1916-11-23.
19. ↑  Hongkong Government.  (PDF). Hongkong Government Gazette. 1919-05-14.
20. ↑  Hongkong Government.  (PDF). Hongkong Government Gazette. 1919-12-29.
21. ↑  . app.legco.gov.hk.   [2020-02-12]. （原始内容存档于2022-02-22）.
22. ↑  Hongkong Government.  (PDF). Hongkong Government Gazette. 1920-03-01.
23. ↑  Hongkong Government.  (PDF). Hongkong Government Gazette. 1920-03-17.
24. ↑  鄭宏泰; 高皓. . 中華書局(香港)有限公司.
25. ↑  . 香港華字日報. 1919-07-07.
26. ↑  . 香港華字日報. 1919-07-08.
27. 1 2  梁寶龍. .
28. 1 2 3  蔡思行. . 中華書局. 2012.
29. ↑  黃兆輝. . 中文大學出版社. 2018.
30. ↑  鄺健銘. . Enrich Publishing Limited. 2019.
31. ↑  . The China Mail. 1918-03-16.
32. ↑  H.J. Lethbridge. . Journal of the Royal Asiatic Society Hong Kong Branch. 1970, (10): 55.
33. ↑  . Hong Kong Daily Press. 1920-09-13.
34. ↑  . South China Morning Post. 1920-09-14.
35. ↑  . The Hong Kong Telegraph. 1920-09-24.
36. ↑  . South China Morning Post. 1912-10-14.
37. ↑  Supplement to the London Gazette. 15 March 1918

| 政府职务    | 政府职务                           | 政府职务    |
| ----------- | ---------------------------------- | ----------- |
| 前任： 卓文 | 香港出入口管理處監督 1911年–1920年 | 繼任： 史美 |